# Herwig Roggemann
Herwig Roggemann (* 1. Juli 1935 in Bremen) ist ein deutscher Jurist und ehemaliger Hochschullehrer an der Freien Universität Berlin.

## Leben
Roggemann studierte von 1954 bis 1958 Rechtswissenschaften an den Universitäten Göttingen, Freiburg und München. Nach seinem Ersten juristischen Staatsexamen und den Referendariat promovierte er bei Friedrich Schaffstein und Eberhard Schmidhäuser in Göttingen. Nach seinem Zweiten Staatsexamen 1962 schloss Roggemann ein Studium der Slawischen Sprachen und Rechtssysteme der Ost- und Südosteuropäischen Staaten an der Freien Universität in Berlin, das er 1964 beendete. Anschließend war er akademischer Rat auf Zeit am dortigen Osteuropa-Institut. 1973 schloss er seine Habilitation in Berlin ab, womit er die venia legendi für das Recht der osteuropäischen Staaten, Rechtsvergleichung, Strafrecht und Strafverfahrensrecht erhielt.
Noch 1973 trat Roggemann eine Professur am Osteuropa-Institut und am Fachbereich Rechtswissenschaft der Freien Universität Berlin an, die er bis zu seiner Emeritierung im Jahr 2000 innehatte. Von 1993 bis 1997 war er Vorsitzender des Osteuropa-Instituts. Seit seiner Emeritierung ist Roggemann Leiter des interuniversitären Zentrums für deutsches, kroatisches, europäisches Recht und Rechtsvergleichung in Split und Berlin. 2005 verlieh ihm die Universität Split die Ehrendoktorwürde. Aufgrund seiner Verdienste erhielt er 2016 das Bundesverdienstkreuz 1. Klasse.
Roggemann forschte und lehrte insbesondere zum Straf- und Strafverfahrensrecht, zum Recht der osteuropäischen Staaten und dem Recht der ehemaligen DDR.

## Werke (Auswahl)
- Das Tonband im Verfahrensrecht. Schwartz, Göttingen 1962 (Dissertation).
- Die DDR – Verfassungen. BWV, Berlin 1984, ISBN 3-87061-159-6.
- Systemunrecht und Strafrecht – Am Beispiel der Mauerschützen in der ehemaligen DDR. BWV, Berlin 1993, ISBN 3-87061-412-9.
- Die Internationalen Strafgerichtshöfe. BWV, Berlin 1998, ISBN 3-87061-638-5.
- Jens Lowitzsch u. Herwig Roggemann: Privatisierungsinstitutionen in Mittel- und Osteuropa. BWV, Berlin 2002, ISBN 3-8305-0310-5.